# (457248) Hondius
(457248) Hondius ist ein im äußeren Hauptgürtel gelegener Asteroid. Der Himmelskörper wurde vom italienischen Amateurastronomen Vincenzo Silvano Casulli am 20. August 2008 am Observatorium im Ortsteil Vallemare (IAU-Code A55) der Gemeinde Borbona in der Provinz Rieti entdeckt.
Der mittlere Durchmesser von (457248) Hondius wurde mithilfe des Wide-Field Infrared Survey Explorers (WISE) grob mit 3,219 (±0,856) km berechnet, die Albedo ebenfalls grob mit 0,043 (±0,025). Die Sonnenumlaufbahn des Asteroiden hat mit 26,5703 Grad eine hohe Bahnneigung gegenüber der Ekliptik des Sonnensystems.
(457248) Hondius wurde am 9. April 2024 nach dem flämischen Kartografen und Verleger von Atlanten und Karten Jodocus Hondius (eigentlich Josse de Hondt; 1563–1612) benannt. In der Widmung besonders hingewiesen wurde auf einen von ihm gefertigten Himmelsglobus, der zwölf neue Sternbilder des Südhimmels zeigte.